# Cyrtochloa major
Cyrtochloa major là một loài thực vật có hoa trong họ Hòa thảo. Loài này được (Pilg.) J.Dransf. mô tả khoa học đầu tiên năm 2003 publ. 2004.